# Cana (Toskana)
Cana ist eine Fraktion (italienisch frazione) der italienischen Gemeinde Roccalbegna in der Provinz Grosseto in der Toskana.

## Geografie
Der Ort liegt etwa 7 km westlich des Hauptortes Roccalbegna, etwa 25 km östlich der Provinzhauptstadt Grosseto und etwa 110 km südlich der Regionalhauptstadt Florenz. Der Ort liegt bei 800 m s.l.m. im Tal des Ombrone (Val d’Ombrone) und hatte 2001 225 Einwohner, 2011 waren es 263 Einwohner und 1833 waren es 542 Einwohner. Nächstgelegene Orte sind Baccinello (Ortsteil von Scansano, etwa 5 km westlich gelegen) und Vallerona, ebenfalls ein Ortsteil von Roccalbegna, etwa 4 km östlich gelegen. Alle Orte liegen an der Provinzstraße SP 24, die von Roccalbegna Richtung Istia d’Ombrone/Roselle führt. Die Kirchen des Ortes gehören zum Bistum Pitigliano-Sovana-Orbetello. Cana liegt etwa 8 km südwestlich des Monte Labbro zwischen den Flüssen Trasubbio (etwa 2 km nördlich) und Trasubbino (etwa 2 km südlich), zwei linken Zuflüssen des Ombrone. Der Ombrone liegt etwa 10 km entfernt in nordwestlicher Richtung.

## Geschichte
Der Ort ist etruskischen Ursprungs und wurde erstmals 819 als Casale di Cannule in einem Dokument des Klosters San Salvatore di Monte Amiata erwähnt. Die ehemalige Burg Rocca aldobrandesca (der heutige historische Ortskern) gehörte 1216 zu den Aldobrandeschi und seit dem 11. Dezember 1272 zu dem Familienzweig aus Santa Fiora, wurde aber schon 1274 von den Tolomei aus Siena übernommen. Die Herrschaft der Tolomei hielt bis 1410, als die Familie die Burg an die Republik Siena verkaufte. Siena verfasste 1486 die Statuten und herrschte bis zur Niederlage gegen die Florentinische Republik im Jahre 1555 sowie die weiteren vier Jahre der Repubblica Senese ritirata in Montalcino. Danach wurde der Ort 1559 Teil des Großherzogtums Toskana, 1783 Ortsteil von Cinigiano und 1787 dem Gemeindegebiet von Roccalbegna zugewiesen.

## Sehenswürdigkeiten

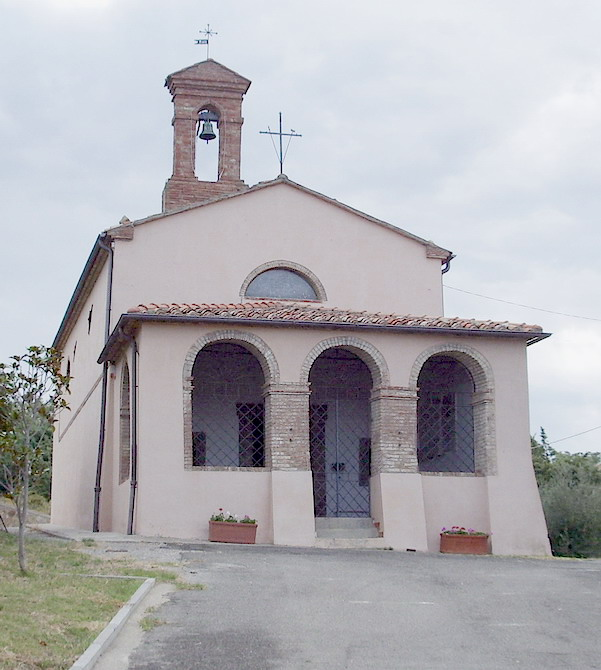
Die Kirche Madonna del Conforto

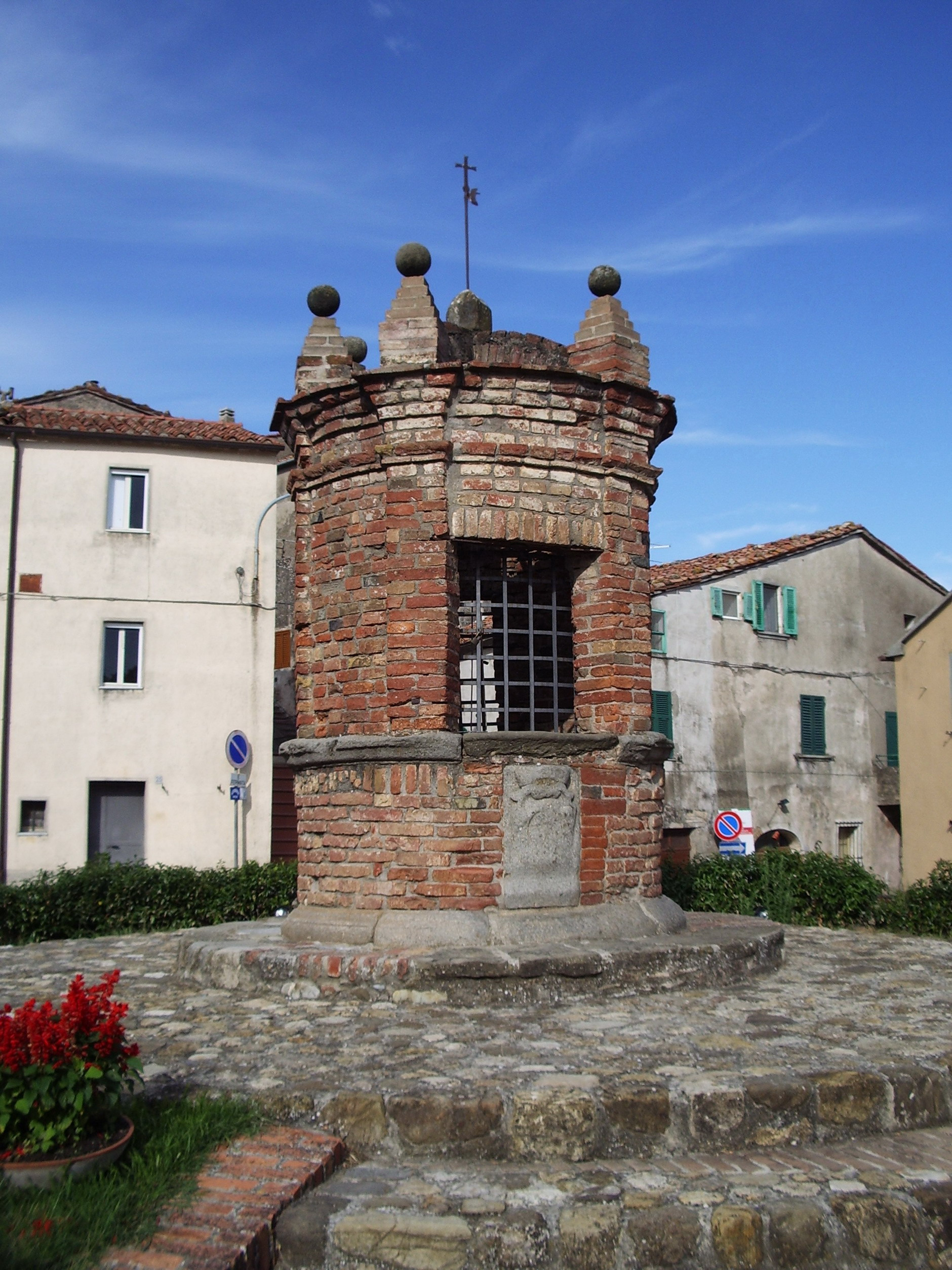
Die Cisterna medicea

- San Martino, Kirche am Ortseingang, die bereits 1276 erwähnt und 1532 zur Pieve erhoben wurde.  1970 wurde die Kirche neu errichtet[8] und am 6. September 1970 von Primo Gasbarri geweiht.[6] Enthält das dem Tiberio Billò (aktiv 1564–1587) zugeschriebene Werk Madonna del conforto.[8]
- Madonna del Conforto, Kirche kurz außerhalb des Ortskern, die 1496 errichtet wurde.[6] Der Altar stammt aus dem Jahr 1635.[7]
- Cisterna medicea, Zisterne mit 2,80 m Höhe im historischen Ortszentrum an der Piazza Vittorio Emanuele, die 1611[1] entstand.[7]
- Rocca aldobrandesca (auch Rocca al Cane genannt), ehemalige Burg, aus der der heutige historische Ortskern entstand. Vorhanden sind noch der Palazzo della Giustizia und der Palazzo del Gran Cane (vormals Palazzo civico, ca. 14. Jahrhundert).[7][5]